# Trixoscelis sexlineata
Trixoscelis sexlineata is een vliegensoort uit de familie van de afvalvliegen (Heleomyzidae). De wetenschappelijke naam van de soort is voor het eerst geldig gepubliceerd in 1949 door Frey.